# Gare de Vámoscsalád
La gare de Vámoscsalád (en hongrois : Vámoscsalád vasútállomás) est une halte ferroviaire hongroise, située à Vámoscsalád.